# Monoporus paludosus
Monoporus paludosus är en viveväxtart som beskrevs av A. Dc. Monoporus paludosus ingår i släktet Monoporus och familjen viveväxter. Inga underarter finns listade i Catalogue of Life.